# Ivana Bodrožić
Ivana Bodrožić (Vukovar, 1982.), hrvatska je spisateljica i pjesnikinja.

## Životopis
Ivana Bodrožić rođena je u Vukovaru 1982. godine. Otac Ante joj je ubijen na Ovčari, (službeno se vodi kao nestao) a ona je s majkom i bratom kao prognanica bila prvo na Jadranu, a poslije je živjela u Zagrebu i Kumrovcu, u zgradi političke škole. Diplomirala je hrvatski jezik i književnost te filozofiju na Filozofskom fakultetu u Zagrebu. Godine 2010. objavljuje svoj prvi roman, "Hotel Zagorje", za koji je dobila nagradu Kiklop za najbolje prozno djelo godine.
Piše za časopis Poezija – časopis pjesničke prakse. Pjesme je objavila u časopisima Quorumu i Vijencu, na radijskoj emisiji Poezija na glas i drugdje. Pjesme su joj ušle u antologiju suvremenog hrvatskog pjesništva Utjeha kaosa Miroslava Mićanovića. Prava za objavljivanje romana Hotel Zagorje (Profil, Zagreb, 2010.) otkupio je njemački izdavač. Po knjizi, zajedno s Jasmilom Žbanić, priprema scenarij za film.
Potpisnica je Deklaracije o zajedničkom jeziku u kojoj se tvrdi da se u Hrvatskoj, Bosni i Hercegovini, Srbiji i Crnoj Gori govore nacionalne standardne varijante zajedničkog policentričnog standardnog jezika.

## Djela
- Prvi korak u tamu, zbirka poezije, SKUD Ivan Goran Kovačić, Zagreb, 2005. (šp. izd. Primer paso a la oscuridad, Baile del Sol, Tenerife, 2011.)[7]
- Hotel Zagorje, poluautobiografski roman, Profil multimedija, 2010. 
  - Ostala izdanja:
  - Hotel Zagorje, Modrijan, Ljubljana, 2011.
  - Hotel Zagorje, Rende, Beograd, 2011.
  - Hotel Zagorje, Biblioteka Profil proza / Večernji list, Profil knjiga, Zagreb, 2012.
  - Hôtel Z, Actes Sud, Arles, 2012.
  - Hotel Nirgendwo, Zsolnay Verlag, Beč, 2012.
  - Hotel Zagorje, Magor, Skopje, 2012.
  - Hotel Zagorje, Paseka, Prag-Litomyšl, 2012.
  - Hiçbir yer oteli, Aylak Adam, Istanbul, 2015.
  - Hotel Intetsteds, Tiderne Skifter, Kopenhagen, 2015.
  - Hotel Zagorje, Park, Budimpešta, 2019.
  - Hotel Tito, Sellerio, Palermo, 2019.
- Pričaj mi o tome, kratka priča, (izašla u Jutarnjem listu)[8]
- Prijelaz za divlje životinje, zbirka pjesama, VBZ, Zagreb, 2012.
- Za što sam se spremna potući, kolumne, Profil knjiga, Zagreb, 2013.
- 100 % pamuk, zbirka kratkih priča, VBZ, Zagreb, 2014.
- Rupa, roman, Naklada Ljevak-24sata, Zagreb, 2016.
- In a sentimental mood: pjesme, zbirka pjesama, Sandorf, Zagreb, 2017.
- Klara Čudastvara, slikovnica, ilustracije: Vendi Vernić, Sandorf, Zagreb, 2019.
- Sinovi, kćeri, roman, Biblioteka Hermes, Corto Literary, Zagreb, 2020.[9]

## Nagrade
- 2005.: Goran za mlade pjesnike (za rukopis Prvi korak u tamu)[10]
- 2005.: Kvirin, za najbolju pjesničku knjigu autora do 35 godina (za zbirku pjesama Prvi korak u tamu)
- 2010.: Kiklop za prozno djelo godine
- 2011.: Nagrada "Ranko Marinković", 2. nagrada, za kratku priču Nema mjesta
- 2017.: Nagrada Balkan Noir, za roman Rupa[9]
- 2020.: Nagrada Meša Selimović, za roman Kćeri, sinovi.[11]

## Zanimljivost
- Ivana Bodrožić i Roman Simić dok su bili vjenčani odlučili su se za jedno zajedničko prezime Simić Bodrožić.[12]

## Vanjske poveznice
- SEEbiz trend Ivana Simić-Bodrožić: Kako sam jedva čekala pobjeći od Josipovića, 2. travnja 2011. (u međumrežnoj pismohrani archive.org 5. travnja 2011.)